# Stylopoma amboyna
Stylopoma amboyna is een mosdiertjessoort uit de familie van de Schizoporellidae. De wetenschappelijke naam van de soort is voor het eerst geldig gepubliceerd in 2001 door Tilbrook.